# NEC PC-6001
De PC-6001 is een computerreeks van NEC Corporation. Het toestel bevat een D780C-processor (Z80-compatible). Het eerste model, de PC-6001, verscheen in november 1981 op de Japanse markt voor ¥ 89.800.
Er zijn verschillende versies van de PC-6001, zoals de PC-6001 Mark 2, PC-6001 Mark 2 SR en de PC-6601. Ook waren er diverse accessoires beschikbaar, zoals een uitbreiding met een drievoudige cartridge-sleuf, een cassetterecorder, een diskettestation van 5,5 inch, een printer en een touchpad.

## Lijst van modellen
| Jaar | Model          | Kloksnelheid |
| ---- | -------------- | ------------ |
| 1981 | PC-6001        | 3,99 MHz     |
| 1983 | PC-6001 MK2    | 14 MHz       |
| 1984 | PC-6001 MK2 SR | 13,58 MHz    |
| 1983 | PC-6601        | 14 MHz       |
| 1984 | PC-6601 SR     | 13,58 MHz    |

## Technische gegevens

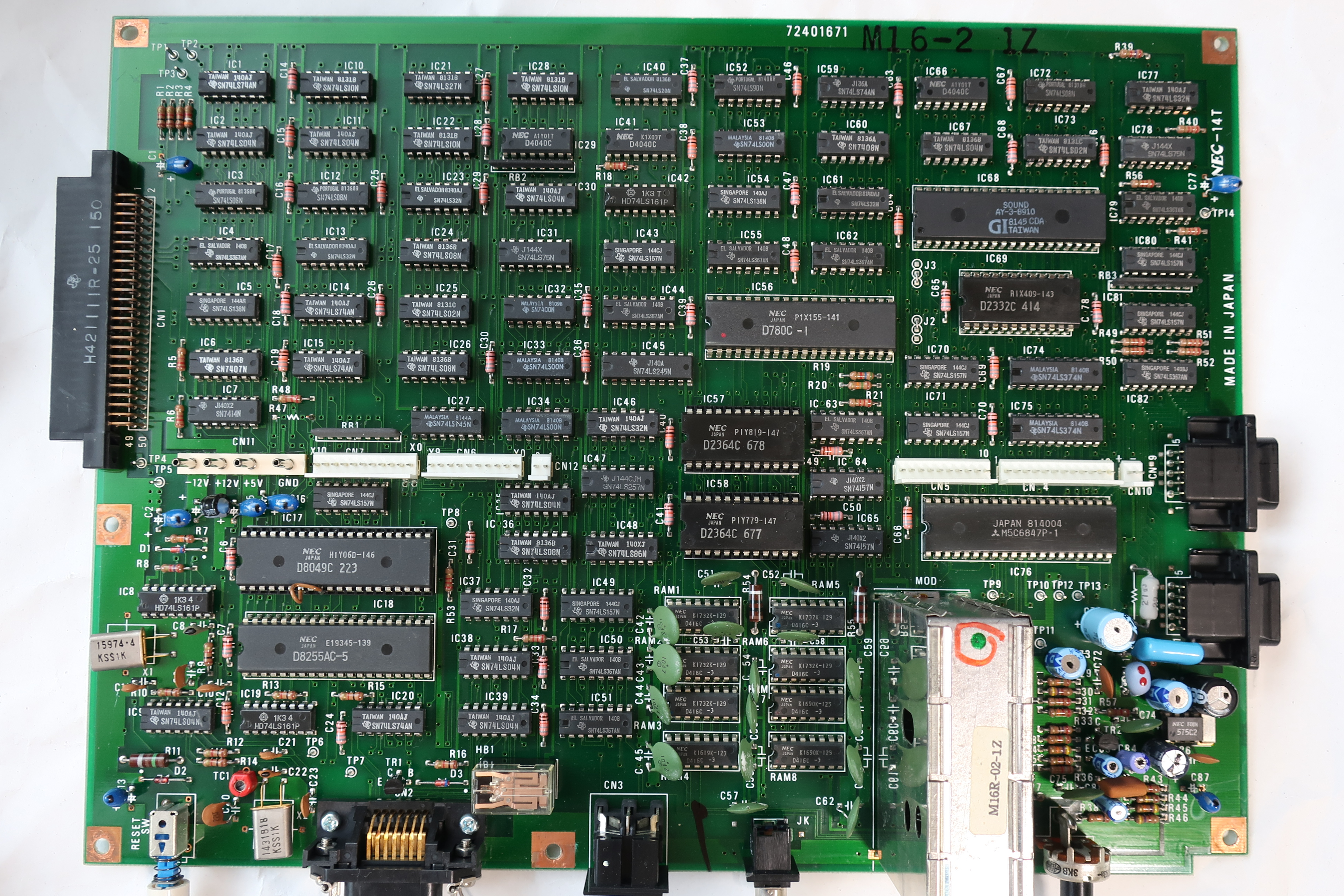
Moederbord van een PC-6001 uit 1981.

- Processor: NEC µPD780C (Z80-compatible)
- Co-processor: M5C6847P-1 videogenerator
- ROM: 20 kB
- RAM: 16 tot 32 kB
- Beeldresolutie: 128×192 met 4 kleuren, 256×192 met 2 kleuren
- Tekstmode: 32×16 tekens
- Geluid: General Instruments AY-3-8910, 3 kanalen, 8 octaven
- Poorten: ROM-cartridge, cassetterecorder, RGB, Centronics, joystick, audio
- Opslag: cassette, diskette (PC-6601)
- Besturing: Microsoft N60 BASIC
- Gewicht: 3,3 - 5,4 kg
- Energieverbruik: AC 100 V, 25 watt